# Tiên Thủy
Tiên Thủy là một xã thuộc tỉnh Vĩnh Long, Việt Nam.

## Địa lý
Xã Tiên Thủy có vị trí địa lý:
- Phía đông giáp xã Phú Túc.
- Phía tây giáp xã Tân Phú.
- Phía nam giáp phường Bến Tre và các xã Vĩnh Thành, Phước Mỹ Trung, ranh giới là sông Hàm Luông

Xã Tiên Thủy có diện tích 33,81 km², dân số năm 2025 là 31.792 người, mật độ dân số đạt 940 người/km².

## Hành chính
Thị trấn Tiên Thủy được chia thành 6 khu phố: Chánh, Chánh Đông, Tiên Đông Thượng, Tiên Đông Vàm, Tiên Tây Thượng, Tiên Tây Vàm, Tiên Đông Vàm và 2 ấp: Khánh Hội Đông, Khánh Hội Tây.

## Lịch sử
Ngày 10 tháng 7 năm 2012, HĐND tỉnh Bến Tre ban hành Nghị quyết 08/2012/NQ-HĐND thông qua đề án đề nghị công nhận đô thị loại V đối với trung tâm xã Tiên Thuỷ.
Ngày 13 tháng 2 năm 2023, Ủy ban Thường vụ Quốc hội ban hành Nghị quyết số 724/NQ-UBTVQH15 (nghị quyết có hiệu lực từ ngày 10 tháng 4 năm 2023). Theo đó, thành lập thị trấn Tiên Thủy trên cơ sở toàn bộ 18,23 km² diện tích tự nhiên và 13.808 người của xã Tiên Thủy.
Ngày 16 tháng 6 năm 2025, Ủy ban Thường vụ Quốc hội ban hành Nghị quyết số 1687/NQ-UBTVQH15 về việc sắp xếp các đơn vị hành chính cấp xã của tỉnh Vĩnh Long năm 2025. Theo đó, sắp xếp toàn bộ diện tích tự nhiên, quy mô dân số của thị trấn Tiên Thủy và các xã Thành Triệu, Quới Thành thành xã mới có tên gọi là xã Tiên Thủy.
Sau khi sáp nhập, xã Tiên Thủy có 33,81 km² diện tích tự nhiên và dân số 31.792 người.